# Disternopsis albostictica
Disternopsis albostictica är en skalbaggsart som beskrevs av Stefan von Breuning 1939. Disternopsis albostictica ingår i släktet Disternopsis och familjen långhorningar. Inga underarter finns listade i Catalogue of Life.